# 35-та авіаційна група (Україна)
35-та гвардійська авіаційна Дніпропетровська-Будапештська ордена Суворова група (Оперативного Призначення) (скор. 35 АГ (ОП)) — оперативне авіаційне об'єднання, безпосередньо підпорядковувалося Командуванню Військово-повітряних сил України. Існувало на початку 2000-х років.

## Історія
У 2001 році 13 гв. ВБАД була розформована, на базі управління дивізії була сформована 35-та АГ (ОП) — авіаційна група (оперативного призначення), зі штабом у Полтаві. В авіагрупу увійшли: 7-й БАП та 44-й гв. БАП (обидва на Су-24М), 831-й ВАП (Су-27), 25-й гв. ВТАП (Іл-76МД), 185-й гв. ВБАП (Ту-22М3).
У 2003 році в ході проведення реформування Збройних Сил України 7-й бомбардувальний авіаційний полк було реформовано в авіаційну бригаду. А 25 ВТАП і 25-та авіаційна база переформовані в 25-ту гвардійську бригаду транспортної авіації. В серпні того ж року, 831-й винищувальний авіаційний полк і 24-та авіаційна база переформовані у авіаційну винищувальну бригаду. 25.01.2005 авіаційна винищувальна бригада була підпорядкована ПвК «Центр» Повітряних Сил Збройних Сил України. 
2004 р. у місті Полтава розформований 185-й гвардійський важкий бомбардувальний авіаційний полк (в/ч 21274) на дальніх стратегічних бомбардувальниках Ту-22М3. У квітні розформований 44-й гвардійський бомбардувальний авіаційний полк (в/ч А4562) на фронтових бомбардувальниках Су-24М. Частина літаків була включена до складу 7-го БАП, решта передана на різні бази зберігання авіатехніки.
Станом на 2008 рік, 35-та окрема авіагрупа (бригада) оперативного призначення – авіаційний компонент Об'єднаних сил швидкого реагування. В березні 2008 р. 7-ма бомбардувально-розвідувальна авіаційна бригада переформована в бригаду тактичної авіації.

## Структура
Структура авіагрупи станом на 2001 рік: 
- 7-й бомбардувальний авіаційний полк (7 БАП, Старокостянтинів)
- 25-й військово-транспортний авіаційний полк (25 ВТАП, Мелітополь)
- 44-й гв. бомбардувальний авіаційний полк (44 БАП, Канатове)[7]
- 185-й гв. важкий бомбардувальний авіаційний полк (185 ВБАП, Полтава)
- 831-й винищувальний авіаційний полк (831 ВАП, Миргород)

Станом на 2004 рік
- 7-ма авіаційна бомбардувальна бригада (Старокостянтинів)
  - 32-га окрема розвідувальна авіаційна ескадрилья
- 25-та гвардійська бригада транспортної авіації (Мелітополь)
- 831-ша авіаційна винищувальна бригада (Миргород)

## Командування
- Василь Жук - генерал-майор[джерело?].